# Niklas Prytz
Niklas Prytz, född 22 december 1991, är en svensk bandymålvakt. Sedan debuten 2008 har han varit moderklubben Bollnäs GoIF trogen. I april 2019 skrev han ett nytt ettårskontrakt med klubben. Prytz är känd som en målvakt vars främsta styrka ligger i närspelet, med en spektakulär och explosiv spelstil. Han har tidigare varit andremålvakt bakom Timo Oksanen och har under de senaste säsongerna delat målvaktsansvaret med Patrik Aihonen innan han, under säsongen 2018/19, har tagit över som förstemålvakt.